# Goanna (программное обеспечение)
Goanna — программное обеспечение с открытым исходным кодом, браузерный движок, являющийся форком движка Mozilla Gecko. Goanna используется в браузере Pale Moon, браузере Basilisk и других приложениях на основе UXP. Форк браузера K-Meleon так же использует Goanna.
Goanna как независимый форк Gecko был впервые выпущен в январе 2016 года. Основатель проекта и основной разработчик M. C. Straver имел как технические, так и юридические мотивы сделать Pale Moon отличным от Firefox.
Два основных отличия Goanna: он не имеет компонентов, написанных на языке программирования Rust, которые были добавлены в Gecko в рамках проекта Mozilla Quantum, и приложения, использующие Goanna, всегда запускаются как один процесс, в то время как Firefox является мультипроцессным приложением.

## Поддерживаемые стандарты
Основные web-стандарты, поддерживаемые Goanna:
- HTML версии 3 и 4, и большинство из HTML5.
- CSS версии 2 и 3
- DOM уровни 2 и 3